# Delottococcus aberiae
Delottococcus aberiae är en insektsart som först beskrevs av De Lotto 1961.  Delottococcus aberiae ingår i släktet Delottococcus och familjen ullsköldlöss. Inga underarter finns listade i Catalogue of Life.